# هانری پورا
هانری پورا (به فرانسوی: Henri Pourrat) نویسنده و شاعر قرن بیستم میلادی اهل فرانسه است.

## زندگی‌نامه
هانری پورا (که نام او در فارسی با املای «پوررا» نیز آمده‌است) در ۷ مه ۱۸۸۷ در آمبر (کمون) در مرکز فرانسه به دنیا آمد. با اینکه تحصیلات متوسطه خود را در پاریس گذراند، بخاطر ابتلا به بیماری سل مجبور به بازگشت به زادگاه خود شد. کار ادبی خود را از ۱۹۰۶ با اسامی مستعار مختلف در روزنامه‌های محلی شروع کرد. از ۱۹۰۹ با نام واقعی خود به انتشار شعر و داستان پرداخت. در سال ۱۹۴۱ با انتشار رمان باد مارس (Vent de Mars) موفق به کسب جایزه گنکور شد. سوای آن چند جایزهٔ معتبر ادبی دیگر نیز در کارنامهٔ او به چشم می‌خورد. او در ۱۶ ژوئیه ۱۹۵۹ در شهر زادگاه خود درگذشت.
آثار پورا بسیار گسترده و متنوع است. احمد شاملو و توسی حائری برخی از قصه‌های او را مجموعه‌ای با عنوان افسانه‌های هفتاد و دو ملت/ هانری پوررا…[و دیگران] به فارسی برگردانده‌اند.